# Камелот
 Тази статия е за замъка.  За групата вижте Камелот (група).  
Камелот е град-крепост, неразривно свързан с легендата за крал Артур. В този рицарски замък се намира и известната Кръгла маса, около която 12-те рицари се събират да решават държавни дела. Крал Артур управлява Англия от Камелот, който става символ на добродетели като вярност, справедливост, преданост и рицарски код на поведение.